# A Costureirinha da Sé
A Costureirinha da Sé é uma longa-metragem portuguesa, realizado por Manuel Guimarães, no ano de 1958.

## Elenco
- Maria de Fátima Bravo... Aurora
- Jacinto Ramos... Sebastião
- Alina Vaz... Leonor
- Baptista Fernandes... Armando
- Carlos José Teixeira... Filipe
- Costinha... Vicente
- Luísa Durão... Glória
- Emílio Correia... Bernardino
- Alma Flora... a professora
- Maria Olguim... Augusta
- Alda Rodrigues... Beatriz

“A Costureirinha da Sé” é aquilo a que alguns autores chamam de crónica bairrista do Porto. O filme é uma adaptação de opereta popular de Armando Leite e Heitor Campos Monteiro. A protagonista é a cantora popular Maria de Fátima Bravo, então no auge da sua carreira. A trama conta a história de Aurora, uma jovem das origens humildes do bairro da Sé. Aurora trabalha num atelier de costura e está caida de amores por Armando, motorista de táxi. Mas, o romance causa inveja vizinhança. Há quem queira o rapaz para si. O argumento retrata um Portugal dos anos 50 onde a vida não tem a dimensão/complexidade de hoje, onde cada bairro reclama para si o estuto de mais importante. Para exemplificar bem isso, nada melhor que um concurso, "o concurso do vestido de chita" que todos querem vencer.
O filme revela aspectos de uma vida pacata, sentida e em que as pessoas estão muito próximas umas das outras.